# Superior Software
Superior Software (a.k.a. Superior Interactive) é uma publicadora de videogame. Foi criada em 1982 por Richard Hanson e John Dyson, dois graduados da University of Leeds, Inglaterra. Antes eles haviam programado software publicado pela Micro Power, e eles escreveram os primeiros quatro lançamento de jogos da Superior para o BBC Micro: três foram escritos por Hanson e um por Dyson.
Descrevendo os primeiros dias, Hanson comentou:
"Nós criamos a Superior Software com apenas £100 — John e eu cada um colocamos £50 numa conta de banco da empresa ; e tinhamos colocado um pequeno aviso em preto-e-branco em uma das primeiras revistas de computadores... £100 era a maioria do dinheiro que perderiamos da Superior Software venture se não tivesse funcionado. De qualquer jeito, nós recebemos uma resposta muito boa para nosso primeiro anúncio, e as vendas de software que geraram cobriram a maioria dos custos de anúncio muitas vezes depois. Nós começamos a colocar anúncios maiores e alguma revistas e convidamos outros programadores para enviá-los seu software para nós para avaliação e possível marketing para nós ."[carece de fontes?]
Superior focou-se inicialmente nas máquinas da Acorn Computers Ltd; e o geranciamento de pessoal incluia Steve Botterill, Chris Payne e Steve Hanson.  
Os desenvolvedores de software Peter Johnson, Tim Tyler, Martin Edmondson, Nicholas Chamberlain, Kevin Edwards, David Hoskins, Matthew Atkinson, Chris Roberts, Tony Oakden, Peter Scott, Gary Partis, Peter Irvin, Jeremy Smith, David Braben, Ian Bell, Geoff Crammond, Jonathan Griffiths e Nick Pelling todos produziram software publicado pela Superior, às vezes lançado sob a joint Superior Software / Acornsoft.
Superior, sob o nome Superior Interactive, agora principalmente desenvolve e publica software para computadores que rodam Microsoft Windows; e eles re-lançaram várias versões atualizadas de seus populares hits dos 1980s hits para aquele sistema operacional.
Seus jogos mais conhecidos são Repton, que vendeu mais de 125,000 unidades para Acorn Computers:
- Repton (reentitulado Repton 1 para o re-re-lançamento do Windows)
- Repton 2
- Repton 3 e suas expansões (todos incluidos sob o nome Repton 3 nos lançamentos):
  - Around the World in 40 Screens
  - The Life of Repton
  - Repton Thru Time
- Repton Infinity
- Repton Spectacular (inclui níveis para Repton e Repton 2)

Outros games notáveis para o BBC incluem Overdrive, Citadel, Thrust, Galaforce, Ravenskull, Stryker's Run, Codename: Droid (sequel to Stryker's Run), Palace of Magic, Quest, Bonecruncher, Pipeline, Ricochet e Exile.
Assim como seus jogos originais de alta qualidade, Superior lançou um número de conversões oficiais da BBC/Electron de grandes nomes de outros sistemas incluindo Barbarian, The Last Ninja, Predator, Hostages e Sim City.
Superior usou o título "Play It Again Sam" para re-re-lançar seus velhos títulos em compilações de quatro (com exceção de suas primeiroas compilações, The Superior Collection volumes 1–3). O original Play It Again Sam continha quatro jogos (Citadel, Thrust, Ravenskull, e Stryker's Run), mas compilações seguintes mostravam um ou mais jogos de menos qualidade, principalmente compradas de outras software houses tais como Micro Power e Alligata.
Assim como novas versões dos jogos Repton, Superior Interactive publicou re-relançamentos chamados Galaforce Worlds, Ravenskull, Pipeline Plus, Ricochet e um novo jogo Solid Spheres Deluxe.
Superior também publicou um número de títulos educacionais.